# Zábidó
Zábidó (szlovákul Zábiedovo) község Szlovákiában, a Zsolnai kerületben, a Turdossini járásban.

## Fekvése
Trsztenától 6 km-re délkeletre, a Berkenyés-hegység északi lejtőjén fekszik.

## Története
A település a 16. század közepén keletkezett, a vlach jog alapján telepítették. Első írásos említése 1567-ből származik „Zawydow” alakban. 1588-ban „Zawidowo” néven említik. Az árvai váruradalomhoz tartozott. Lakói főként mezőgazdasággal foglalkoztak. 1607-ben kivált belőle Hámri község. 1626-ban mintegy 200 lakosa volt. A kuruc háborúkban a település csaknem megsemmisült.
A 18. század végén Vályi András így ír róla: „ZABIDO. Tót falu Árva Várm. földes Ura a’ Királyi Kamara, lakosai katolikusok, fekszik Tersztenához nem meszsze, mellynek filiája, Tordosinhoz 1/2 mértföldnyire, hegyek között; határja sovány.”
Fényes Elek 1851-ben kiadott geográfiai szótárában így ír a faluról: „Zabido, tót falu, Árva vmegyében, 743 kath., 5 zsidó lak., kik sok paraszt-posztót és pokróczot készitnek. Sessiója: 55. F. u. az árvai uradalom. Ut. p. Rosenberg.”
Az 1870-es években visszacsatolták hozzá Hámrit. A 20. század elején nevét „Zabod”-ra magyarosították, de ez nem bizonyult maradandónak. A trianoni diktátumig Árva vármegye Vári járásához tartozott.
Katolikus népiskoláját 1926-ban alapították. A második világháború harcaiban a falu 85%-a leégett.

## Népessége
| Év:            | 1994. | 2004.   | 2014.   | 2024.    |
| -------------- | ----- | ------- | ------- | -------- |
| Emberek száma: | 743   | 786     | 825     | 978      |
| Eltérés:       |       | +5,78 % | +4,96 % | +18,54 % |

| Év:            | 2023. | 2024.   |
| -------------- | ----- | ------- |
| Emberek száma: | 952   | 978     |
| Eltérés:       |       | +2,73 % |

1715-ben 230 lakost számláltak a községben.
1778-ban 438 volt a lakosság száma.
1828-ban 121 házában 748 lakos élt. Az ekkor még önálló Hámrinak 14 háza és 70 lakosa volt.
1910-ben 540, túlnyomórészt szlovák lakosa volt.
2001-ben 770 lakosából 761 szlovák volt.
2011-ben 805 lakosából 802 szlovák.

## Nevezetességei
- Jézus Szent Szíve tiszteletére szentelt római katolikus temploma 1931-ben épült.

## Külső hivatkozások
- E-obce.sk Archiválva 2008. szeptember 20-i dátummal a Wayback Machine-ben
- Községinfó
- Zábidó Szlovákia térképén
- A község az Árvai régió turisztkai honlapján